# هيو فورد
هيو فورد (بالإنجليزية: Hugh Ford)‏ هو كاتب سيناريو ومخرج أمريكي، ولد في 5 فبراير 1868 في واشنطن العاصمة في الولايات المتحدة، وتوفي في 1952.

## وصلات خارجية
- هيو فورد على موقع IMDb (الإنجليزية)
- هيو فورد على موقع أول موفي (الإنجليزية)
- هيو فورد على موقع قاعدة بيانات برودواي على الإنترنت (الإنجليزية)
- هيو فورد على موقع قاعدة بيانات الأفلام السويدية (السويدية)
- هيو فورد على موقع قاعدة بيانات الفيلم (الإنجليزية)
- هيو فورد على موقع كينوبويسك (الروسية)